# 黃象熙

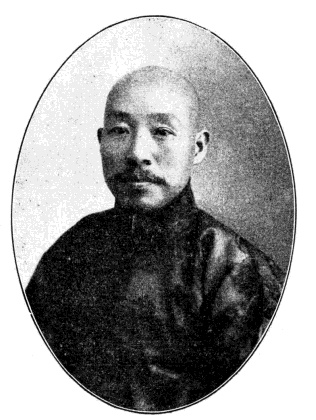
黃象熙

黃象熙（?—?），字星衢，江西临川人，清末民初政治人物。

## 生平
黃象熙是清朝孝廉。后来曾任江西谘议局议员及资政院议员。
中华民国成立后，黃象熙出任第一届国会众议院议员等职。